# Stichosome

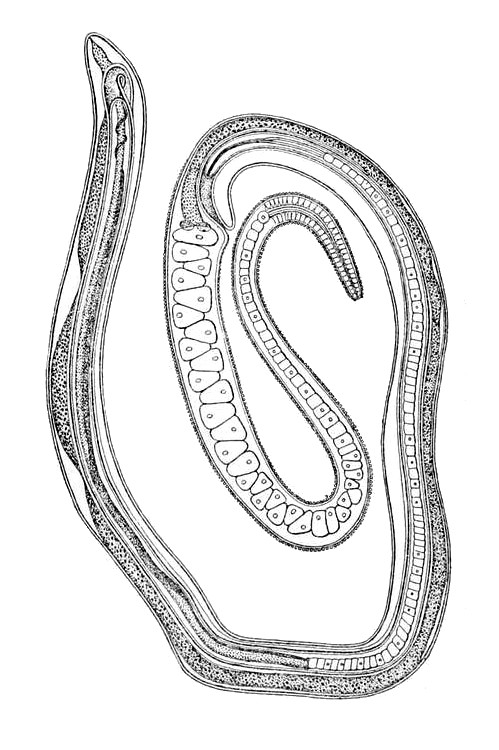
Le stichosome est constitué d'une seule rangée de cellules chez Trichosomoides crassicauda

Le stichosome (du grec stichos (στίχος) =  rangée; soma (σῶµα) = corps) est un organe multicellulaire qui est particulièrement visible dans certains stades de nématodes. Il consiste en une série de cellules glandulaires, les stichocytes, arrangées le long de l'œsophage en une ou deux rangées. Le stichosome communique avec l'œsophage et fonctionne probablement comme une glande sécrétrice et un organe de réserve,,,,,,.
Le stichosome est caractéristique de deux ordres de Nématodes, les Trichocephalida et les Mermithida.